# Le trésor de Rackham le Rouge
Le trésor de Rackham le Rouge (publicado em português como O Tesouro de Rackham o Terrível)  é o décimo segundo álbum da série de banda desenhada franco-belga As aventuras de Tintim, produzida pelo belga Hergé.   Encomendado pelo jornal belga Le Soir foi editado diariamente entre de junho de 1942 a janeiro de 1943, em meio à ocupação alemã da Bélgica durante a Segunda Guerra Mundial.  história mostra o jovem jornalista belga Tintim, o seu cão Milu  e seu amigo Capitão Haddock em uma expedição para o Caribe para localizar o tesouro escondido do pirata Rackham, o Terrível. Para desvendar o enigma, Tintin e Haddock devem obter três modelos idênticos do navio de Sir Francis, o Licorne, mas descobrem que os criminosos também procuram esse modelo e estão dispostos a matar para obtê-los.
Le trésor de Rackham le Rouge foi um sucesso comercial e foi publicado no formato álbum pela Casterman logo após a sua conclusão. Hergé concluiu o arco começado em Le secret de la Licorne,  Hergé continuou As Aventuras de Tintin com Les sept boules de cristal, enquanto a própria série se tornou uma parte definidora da tradição da banda desenhada franco-belga. Le secret de la Licorne permaneceu como álbum favorito de Hergé até criar Tintin au Tibet (1960). Le trésor de Rackham le Rouge foi citado como uma das partes mais importantes da série por marcar a primeira aparição do excêntrico cientista Trifólio Girassol, que posteriormente se tornou um dos personagens principais. A história foi adaptada para a série animada Les aventures de Tintin, d'après Hergé do estúdio belga Belvision em 1957, para a série animada As Aventuras de Tintim dos estúdios Ellipse Animation e Nelvana, e para o longa-metragem As Aventuras de Tintin (2011), dirigido por Steven Spielberg.

## Sinopse
Em O tesouro de Rackham, o Terrível, Tintim e o capitão Haddock, já de posse das três partes do mapa, partem em busca dos destroços do Licorne. Junta-se a eles o extravagante professor Girassol, que se tornará um companheiro constante dos nossos heróis. Um invento do professor ajudará muito nas buscas: um mini-submarino com formato de tubarão. Depois de desembarcarem numa ilha deserta, onde encontram vários indícios da passagem do cavaleiro de Hadoque, finalmente descobrem o Licorne no fundo do mar.

## Adaptações
Le secret de la Licorne é uma das aventuras de Tintin que foram adaptadas para a primeira série animada de Tintin, Les aventures de Tintin, d'après Hergé pelo estúdio belga Belvision em 1957, dirigido por Ray Goossens e escrito por Michel Greg, ele mesmo um cartunista conhecido que em anos posteriores se tornaria editor-chefe da revista Tintim.
Em 1991, L'étoile mystérieuse foi adaptado para um episódio da série de televisão As Aventuras de Tintim, do estúdio francês Ellipse Animation e o canadense Nelvana. Dirigido por Stéphane Bernasconi, o personagem de Tintin teve a voz de Thierry Wermuth. L'étoile mystérieuse foi a oitava história adaptada na série, sendo dividida em dois episódios de vinte minutos. Dirigida por Stéphane Bernasconi, os críticos elogiaram a série por ser "geralmente fiel", com composições tendo sido tiradas diretamente dos quadrinhos originais.
Um filme de animação CGI feito com captura de movimento foi lançado em 2011, dirigido por Steven Spielberg e produzido por Peter Jackson. Lançado na maior parte do mundo de outubro a novembro de 2011, sob o título The Adventures of Tintin. O filme é parcialmente baseado em Le secret de la Licorne, combinado com elementos de Le secret de la Licorne e Le crabe aux pinces d'or. Um videogame baseado no filme foi lançado em outubro de 2011.